# Change (歌曲)
《Change》是韓國歌手金泫雅發行的首張單曲。由龍俊亨唱Rap部分。

## 特色
這首歌識別在於uh~（喔~）的地方，讓聽眾容易記住此歌曲。

## 音樂錄影帶
2010年8月9日上傳於HyunaKimVEVOYoutube頻道，並於2013年1月27日上傳HD版本至4Minute 포미닛(Official YouTube Channel) 。之後不允許使用者觀看HyunaKimVEVO其影片，以集中點閱率。

## 影響
此曲發表後引發模仿熱潮，由於其舞蹈極於性感，唱uh~的地方，舞蹈是兩手伸直，並搖晃上半身的動作，被譽為是「甩奶舞」或「甩奶骨盆舞」。

## 曲目
| 曲序 | 曲目                   |            | 作曲       | 时长 |
| ---- | ---------------------- | ---------- | ---------- | ---- |
| 1.   | Change（feat. 龍俊亨） | 新沙洞老虎 | 新沙洞老虎 | 3:29 |